# Michael William Hyle
Michael William Hyle (* 13. Oktober 1901 in Baltimore; † 26. Dezember 1967) war ein US-amerikanischer Geistlicher und römisch-katholischer Bischof von Wilmington.

## Leben
Michael William Hyle empfing am 12. März 1927 die Priesterweihe für das Erzbistum Baltimore.
Papst Pius XII. ernannte ihn am 3. Juli 1958 zum Koadjutorbischof von Wilmington und Titularbischof von Christopolis. Der Apostolische Delegat in den Vereinigten Staaten, Erzbischof Amleto Giovanni Cicognani, spendete ihm am 24. September desselben Jahres die Bischofsweihe; Mitkonsekratoren waren Albert Meyer, Erzbischof von Chicago, und Jerome Aloysius Daugherty Sebastian, Weihbischof in Baltimore.
Als Bischof Edmond John Fitzmaurice am 1. März 1960 zurücktrat, folgte er ihm am nächsten Tag als Bischof von Wilmington nach.
Er nahm an allen vier Sitzungsperioden des Zweiten Vatikanischen Konzils als Konzilsvater teil.